# Šajdíkove Humence

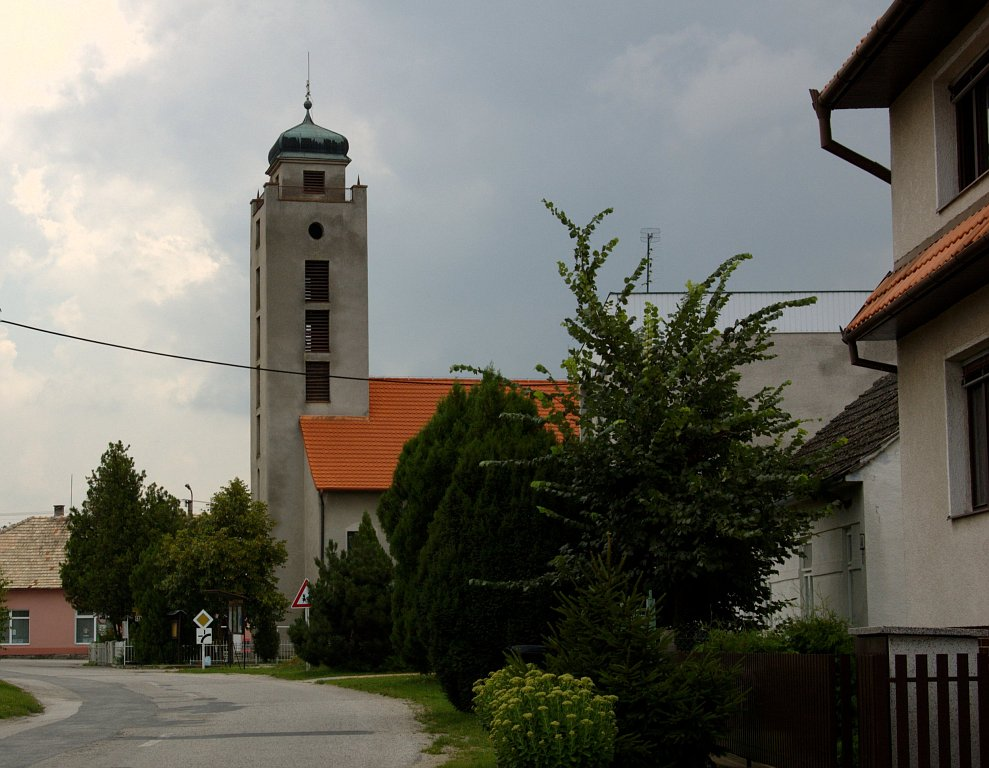
Šajdíkove Humence

Šajdíkove Humence (Hongaars: Sajdikhumenec) is een Slowaakse gemeente in de regio Trnava, en maakt deel uit van het district Senica.
Šajdíkove Humence telt 1.095 inwoners.